# Конспирацията Ешелон
Конспирацията Ешелон (на английски: Echelon Conspiracy) е филм от 2009 година режисиран от Грег Маркс.